# Església de Jesucrist dels Sants dels Darrers Dies a Andorra

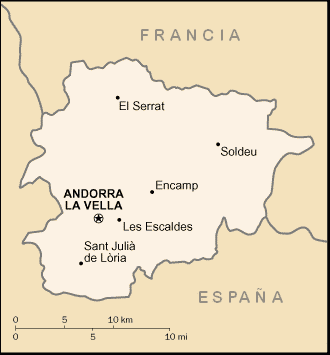
Actualment hi ha 58 membres de la IJSDD a Andorra.

L'Església de Jesucrist dels Sants dels Darrers Dies posseïa cinc membres a Andorra en 1991.
La primera persona a ser batejada en aquest país va ser Marlize Gomez Llima l'11 d'abril de 1992. La Branca d'Andorra es va crear a l'agost de 1993 i els primers presidents de la Branca van ser Javier Ortega i José Luis Bota, que no van viure en els límits de la branca. Abans els membres havien de recórrer 84 milles fins a Lleida per a assistir a les reunions. En aquest mateix any es va concedir la llibertat religiosa i l'Església Mormona va demanar reconeixement oficial. En 1994 la branca va rebre la seva pròpia casa de reunions.
Anteriorment les reunions es feien en cases de particulars. Javier Agulced Jerez va ser batejat juntament amb la seva dona i els seus dos fills al març de 1998 i es va convertir en el primer president de la branca que vivia en ella. En l'actualitat hi ha 58 membres a Andorra i una branca.